# 東條たかし
東條 𫇠（とうじょう たかし ※「たかし」は舟へんに壽、1888年3月3日 - 1970年6月13日）は、日本の実業家。

## 生涯
長野県南安曇郡東穂高村（現安曇野市）生まれ。地元の高等小学校卒業後、井口喜源治の研成義塾に学び、1906年に渡米。様々な職種を経て、1915年、オレゴン州ポートランドに「ワシントン食料店」を開業する。在米中は研成義塾を資金面で援助した。1929年のウォール街大暴落を機に翌年帰国し、東京市京橋区銀座に「ワシントン靴店」を開業し、全国の大都市に支店を持ち、1945年郷里に工場を建設した。